# V siločarách
V Siločarách je druhé studiové album hudební skupiny Kryštof. Nahráno bylo v červenci až říjnu 2002 ve studiích Citron v Ostravě a Animan v Kopřivnici. Ačkoliv bylo album vydáno již rok po debutovém Magnetickém poli, bylo kritikou považováno za ještě vyrovnanější a zdařilejší.
Na album nalákal s předstihem vydaný singl Obchodník s deštěm.
Stejně jako v případě prvního alba byl producentem Dušan Neuwerth, který se společně s Danem Václavkem postaral i o zvuk, mastering a míchání.

## Singly
- Obchodník s deštěm – singl oceněn jako skladba roku na 12. udílení cen Akademie populární hudby
- Tramvaje
- poHádkách

## Seznam skladeb
| Pořadí | Název              | Délka |
| ------ | ------------------ | ----- |
| 1.     | OnaNe              | 3:39  |
| 2.     | Tramvaje           | 3:22  |
| 3.     | Moře V Hoře        | 4:24  |
| 4.     | Obchodník S Deštěm | 3:31  |
| 5.     | Hellou             | 3:58  |
| 6.     | Střemhlav          | 4:16  |
| 7.     | Skříň              | 3:16  |
| 8.     | PoHádkách          | 4:43  |
| 9.     | Prostorová         | 3:57  |
| 10.    | Poletím            | 3:18  |
| 11.    | Básníř             | 5:53  |

### CD-ROM / Bonus
Album obsahovalo jako bonus i tři videoklipy ve formátu mpg, a to:
1. Lolita (režie: Jaromír Malý)
2. Ženy (režie: Jaromír Pesr)
3. Cosmoshop (režie: Jan Bubeníček)

## Hosté
Na albu se kromě členů skupiny Kryštof podílela i řada hostů:
- Dušan Neuwerth (elektrická a akustická kytara, E-bow guit, keyboars, loops)
- Tomáš Neuwerth (keyboars, loops, drums loop)
- Reynok (sound, loops)
- Jakub Kupčík (perkuse)
- Vlastimil Šmída (klavír, keybords)
- Jarda Švejdík (Priessnitz) (zpěv)
- Jana Španělová (Boa) (vokály)
- Radka Tihelková (housle)
- Romana Palíková (housle)
- Petra Šolcová (housle)
- Soňa Koláčková (violoncello)
- Šárka Vlčková (příčná flétna)

## Turné
Skupina v rámci podpory desky koncertovala v průběhu prosince v Ostravě (10. 12. 2002, hala Tatran), Praze (11. 12. 2002, Sky Club Brumlovka), Plzni (13. 12. 2002, hala Lokomotiva) a Brně (14. 12. 2002, hala Vodova). Jako speciální host s nimi jela lotyšská kapela Brainstorm. Původně plánovaná pátá zastávka v Bratislavě byla z finančních důvodů zrušena.
| Město   | Datum        | Místo konání       |
| ------- | ------------ | ------------------ |
| Ostrava | 10. 12. 2002 | hala Tatran        |
| Praha   | 11. 12. 2002 | Sky Club Brumlovka |
| Plzeň   | 13. 12. 2002 | hala Lokomotiva    |
| Brno    | 14. 12. 2002 | hala Vodova        |

## Ocenění
Na 12. cenách Akademie populární hudby byl Kryštof nominován na skupina nominována na skupinu roku, Obchodník s deštěm na skladbu roku a V siločarách na album roku v kategorii pop. Ze tří nominací byla proměněna jen jedna, a to za skladbu roku.
Na udílení cen Žebřík 2002 skupina Kryštof dominovala, neboť byla oceněna za skladbu (Obchodník s deštěm), album (V siločarách), jako skupina a Richard Krajčo jako osobnost roku. Stříbrné ocenění si odnesli v kategorii klip roku (Obchodník s deštěm) a bronzové pak Richard Krajčo jako zpěvák roku (na prvních dvou příčkách se umístili Daniel Bárta a Kryštof Michal).